# Ewen Fergusson
Sir Ewen Alastair John Fergusson, GCMG, GCVO (* 28. Oktober 1932 in Singapur; † 20. April 2017 in Vaison-la-Romaine, Département Vaucluse, Frankreich) war ein britischer Diplomat, der unter anderem von 1982 bis 1984 Botschafter in Südafrika, zwischen 1984 und 1987 stellvertretender Unterstaatssekretär im Außenministerium sowie von 1987 bis 1993 Botschafter in Frankreich war.

## Leben
Ewen Alastair John Fergusson war der Sohn von Sir Ewen Macgregor Field Fergusson, der Bergwerksdirektor und Geschäftsführer der in Singapur ansässigen Straits Trading Company war, und dessen Ehefrau Winifred Evelyn Bagnall. Er selbst begann nach dem Besuch der renommierten 1567 gegründeten Rugby School ein Studium am Oriel College der University of Oxford. Dort spielte er Rugby und gehörte 1954 auch zur schottischen Rugby-Union-Nationalmannschaft, für die er als Zweite-Reihe-Stürmer (Lock) fünf Länderspiele bestritt. Im Anschluss diente er von 1954 bis 1956 im Schützeninfanterieregiment King’s Royal Rifle Corps und wurde zuletzt zum Second Lieutenant befördert. 1956 trat er in den diplomatischen Dienst (HM Diplomatic Service) des Außenministeriums (Foreign Office) ein und fand in der Folgezeit zahlreiche Verwendungen an Auslandsvertretungen sowie im Außenministerium. 
Fergusson war zwischen 1972 und 1975 Botschaftsrat und Kanzler an der Ständigen Vertretung bei der Europäischen Wirtschaftsgemeinschaft (EWG). Danach war er von 1975 bis 1978 Leitender Privatsekretär (Principal Private Secretary) der Außenminister James Callaghan (1975 bis 1976), Anthony Crosland (1976 bis 1977) sowie zuletzt von David Owen (1977 bis 1978). Danach blieb er im Außenministerium und fungierte dort zwischen 1978 und 1982 als Leiter der Unterabteilung Europa (Assistant Under-Secretary for Foreign and Commonwealth Affairs, Europe). 1982 löste er John Leahy als Botschafter in Südafrika ab und verblieb auf diesem Posten bis zu seiner Ablösung durch Patrick Moberly 1984.
Nach seiner Rückkehr wurde Ewen Fergusson 1984 stellvertretender Unterstaatssekretär sowie Leiter der Abteilung Mittlerer Osten und Afrika im Außenministerium (Deputy Under-Secretary for Foreign and Commonwealth Affairs, Middle East and Africa) und bekleidete diese Position bis 1987. 1987 wurde er zum Knight Commander des Order of St Michael and St George (KCMG) geschlagen und führte seither den Namenszusatz Sir. Zuletzt löste er 1987 Sir John Fretwell als Botschafter in Frankreich ab und hatte diesen Posten bis zu seinem Eintritt in den Ruhestand 1993 inne, woraufhin Sir Christopher Mallaby seine dortige Nachfolge antrat. 1992 wurde er zum Knight Grand Cross des Royal Victorian Order (GCVO) geschlagen und 1993 auch zum Knight Grand Cross des Order of St Michael and St George (GCMG) erhoben.
Nach seinem Eintritt in den Ruhestand war Sir Ewen Fergusson zwischen 1993 und 1999 Vorstandsvorsitzender der Privatbank Coutts & Co sowie von 1994 bis 1998 auch der Savoy Hotel-Gruppe. Des Weiteren fungierte er zwischen 1995 und 2002 als Vorsitzender des Verwaltungsrates der Rugby School und zugleich als Treuhänder der National Gallery. Zugleich bekleidete er zwischen 1996 und 2007 das Amt des Wappenkönigs (King of Arms) des Order of St Michael and St George.
Fergusson heiratete am 19. Dezember 1959 Sara Carolyn Lennox, Tochter von Brigadegeneral Lord Esmé Gordon Lennox, Sohn von Charles Gordon-Lennox, 7. Duke of Richmond, und dessen zweiter Ehefrau Rosamond Lorys Palmer, deren Vater Vizeadmiral Norman Craig Palmer war. Aus dieser Ehe gingen die drei Kinder Anna Rosamund Harriot, Ewen Alexander Nicholas und Iona Frances Fergusson hervor.